# Charles J. Wilson
Pour les articles homonymes, voir Charles Wilson.
Charles J. Wilson est un scénariste américain né le 3 mars 1894 à New York (État de New York) et mort le 22 janvier 1974 à Los Angeles (Californie).

## Filmographie partielle
sauf indication contraire, scénariste
- 1917 : The Girl Who Won Out d'Eugene Moore
- 1918 : Wife or Country d'E. Mason Hopper
- 1918 : Pat Turns Detective
- 1918 : The Grey Parasol de Lawrence C. Windom
- 1918 : When Paris Green Saw Red de George Marshall
- 1918 : Wild Life d'Henry Otto
- 1918 : Beyond the Shadows de James McLaughlin
- 1918 : Hell's End de James McLaughlin
- 1918 : Everywoman's Husband de Gilbert P. Hamilton
- 1918 : Society for Sale de Frank Borzage
- 1918 : The Love Brokers d'E. Mason Hopper
- 1918 : Watch Your Watch d'Allen Curtis
- 1919 : The Ghost Girl de Charles J. Wilson (scénario et réalisation)
- 1919 : Spotlight Sadie de Laurence Trimble
- 1919 : Sue of the South d'Eugene Moore
- 1920 : Le Souffle des dieux (The Breath of the Gods) de Rollin S. Sturgeon
- 1920 : Alias Miss Dodd d'Harry L. Franklin
- 1920 : Amour d'orientale (The Mother of His Children) d'Edward LeSaint
- 1920 : The Prince of Avenue A de John Ford